# Chionea nipponica
Chionea nipponica là một loài ruồi trong họ Limoniidae. Chúng phân bố ở miền Cổ bắc.